# Derganc
Derganc [dergánc] je priimek v Sloveniji, ki ga je po podatkih Statističnega urada Republike Slovenije na dan 1. januarja 2010 uporabljalo 189 oseb in je med vsemi priimki po pogostosti uvrščen na 2.294. mesto.

## Znani nosilci priimka
- Aleksandra Derganc (*1948), jezikoslovka rusistka, univ. profesorica
- Anton Derganc (1843—?), naravoslovec, gimn. prof.
- Anton Derganc (1882—1910), klasični filolog, planinec
- Ciril Deganc (1932—2017), ladijski radiotelegrafist, publicist
- Eva Derganc (*1991), filmska igralka
- Franc Derganc (1877—1939), zdravnik kirurg, organizator
- Franc Derganc (1911—1973), zdravnik ortoped, kirurg
- Hed(vik)a Deganc (1889—1974), zdravstvena in humanitarna delavka (vodila sanatorij "Emona")
- Jon Derganc, umetniški fotograf, novomedijski umetnik
- Jože Derganc (1934—1964), industrijski sociolog
- Jure Derganc, biofizik, prof. MF
- Kristijan Derganc (1915—1992), vojaški kirurg
- Leo Derganc (1874—?), biolog, naravoslovec
- Marko Derganc- Dergi (*1950), filmski &TV-igralec, scenarist, pisatelj, ilustrator, stripovski avtor
- Martin Derganc (*1977), kolesar
- Martina Derganc (1919—1993), farmacevtka
- Maša Derganc (*1976), igralka
- Metka Derganc (*1946), zdravnica neonatologinja, kardiokirurginja
- Miha Derganc, psiholog, kadrovnik, trener in mednarodni sodnik namiznega tenisa
- Mirko Derganc (1914—1981), zdravnik plastični kirurg
- Stane Derganc (1893—1981), športnik, telovadec, "Verigar"

- Tatjana Marvin (*1972), anglistka in splošna jezikoslovka, prof. FF UL

- Viktor Derganc, zdravnik v Semiču